# 单花木姜子
单花木姜子（学名：Litsea monantha）为樟科木姜子属下的一个种。